# Тшехель
Тшехель (пол. Trzechel, нім. Trechel) — село в Польщі, у гміні Новоґард Голеньовського повіту Західнопоморського воєводства.
Населення — 245 осіб (2011).
У 1975-1998 роках село належало до Щецинського воєводства.

## Демографія
Демографічна структура станом на 31 березня 2011 року:
|          | Загалом | Допрацездатний вік | Працездатний вік | Постпрацездатний вік |
| -------- | ------- | ------------------ | ---------------- | -------------------- |
| Чоловіки | 131     | 40                 | 85               | 6                    |
| Жінки    | 114     | 32                 | 65               | 17                   |
| Разом    | 245     | 72                 | 150              | 23                   |